# روبرت لر
روبرت لر (انگلیسی: Robert Lehr؛ ۲۰ اوت ۱۸۸۳ – ۱۳ اکتبر ۱۹۵۶) یک سیاست‌مدار و وکیل اهل آلمان بود.